# 鈴木勝太郎
鈴木 勝太郎（すずき かつたろう、1913年1月16日 - 1999年3月4日）は、日本の騎手（東京競馬倶楽部・中山競馬倶楽部・日本競馬会）・調教師（中山競馬倶楽部・東京競馬倶楽部・日本競馬会・国営競馬・中央競馬（東京競馬場→美浦トレーニングセンター））。鈴木康弘（調教助手・調教師）は子。増沢末夫（騎手・調教師）は娘婿。神奈川県横浜市中区太田町出身。

## 来歴
生家は運送業を経営しており、幼少期はハイヤーで小学校に通うなど裕福な環境の下で育った。しかし父親の放蕩によって会社が倒産に追い込まれ、東京都品川区大井に転居。電気・水道が止められその日の食事にも事欠くこともある極貧の暮らしを送るようになった。高輪商業学校に入学したが月謝が払えずに1年で中退した。
高輪商業学校を中退後、父親が実業家時代に知り合った馬主の紹介で1929年に目黒競馬場の函館孫作厩舎に騎手見習として弟子入りした。3年間の修行を経て1932年に騎手免許を取得、さらに2年後の1934年に調教師免許を取得し（当時は騎手と調教師を兼務することが可能であった。）、函館の下から独立して中山競馬場に厩舎を開業した（翌1935年に東京競馬場へ移動）。独立当初、勝太郎に馬を預託する馬主は一人しかおらず、年間1ケタの勝利数しか挙げられない状態が続いた。1943年に軍隊に召集され、中国を転戦した。
1946年に復員し、調教師として活動を再開。1948年に公認競馬が国営競馬に引き継がれると同時に成績が向上し、1949年の中山記念（春）を優勝して重賞初制覇を達成、翌1950年にはクモノハナで皐月賞、東京優駿（日本ダービー）の二冠を達成しダービートレーナーとなった。その後も複数の重賞優勝馬を輩出し、中堅調教師として活躍。1973年、大井競馬場から移籍したハイセイコーを管理したことでその名は全国に知れ渡った。1991年2月、定年のため引退。

## 成績
騎手成績
不明
調教師成績（中央競馬のみ）
通算 5676戦580勝（重賞29勝）

## 受賞
- 調教技術賞（関東） - 1970年

## 主な管理馬
- サチトミ（1949年中山記念（春））
- クモノハナ（1950年皐月賞、東京優駿（日本ダービー））
- ニューバラツケー（1950年読売カップ（秋）、1951年読売カップ（春））
- マサムネ（1952年セントライト記念）
- サチミツ（1952年読売カップ（春・秋））
- ナンシーシャイン（1955年スプリングステークス）
- イチモンジ（1955年NHK杯）
- ハミングメイ（1967年アラブ王冠（春））
- セプターシロー（1969年クイーンカップ）
- メリーダンサー（1970年京都大障害（秋）、1971年東京障害特別（春））
- パールトン（1971年京王杯オータムハンデキャップ）
- ハイセイコー（1973年皐月賞、弥生賞、スプリングステークス、1974年宝塚記念、中山記念、高松宮杯）
- メイワキミコ（1977年・1978年スプリンターズステークス）
- ハワイアンイメージ（1980年皐月賞、ラジオたんぱ賞、福島記念）
- プロメイド（1984年カブトヤマ記念）
- レインボーアンバー（1989年弥生賞、菊花賞2着）

## 主な厩舎所属者
※太字は門下生。括弧内は厩舎所属期間と所属中の職分。
- 増沢末夫（1954年-1990年 騎手）
- 鈴木康弘（1969年-1970年、1972年-1976年 調教助手）
- 国兼正浩（1979年-? 騎手）
- 萩原清（1989年-1991年 調教助手）

## エピソード
- 1999年にNHK衛星第1テレビジョンで放送された日本ダービー特集番組において、息子である康弘が、ハイセイコーを管理していた頃の話を語ったところによると、たとえ平場のオープン戦であっても、負けること自体が許されないという信念から、全てのレースにおいて八大競走に挑む気持ちを持って、完璧に仕上げたと述べている。

- 多くの競馬評論家から、NHK杯に出走させるべきではないという論評が展開されていたにもかかわらず、『左回りも、また東京競馬場もこれまで一度も経験したことがなく、ダービーを完璧な状態で迎えるためにも出走させた。』と述べた。そのNHK杯では、残りあと200m付近まで4番手という絶望的な位置にもかかわらず、奇跡的な伸び脚を見せて10連勝を達成。しかし本番のダービーでは3着と敗れたことから、NHK杯に出走させたことがダービーでの敗戦に繋がったと見る評論家からの非難を浴びることになった（もっとも、2000mを越える距離では、ライバルのタケホープにその後、ことごとく敗戦を喫したことから、距離適性の限界があったと見られるようになった）。

- クモノハナの三冠馬がかかった1950年の菊花賞では、レコードオーのオーバーペースとも取れる先行策が打たれながらもクモノハナは道中追走し、直線に入って抜け出した瞬間、史上2頭目の三冠馬達成か、と思われたところ、後方待機のハイレコードにゴール寸前、頭差交わされ惜しくも2着に終わった。レース後、レコードオー、ハイレコードの2頭出しをした武田文吾調教師が、レコードオーを行かせるところまで行かせ、ハイレコードを後方に待機させることで、クモノハナの三冠をどうしても阻止したかったための戦略であったということを述べたが、ハイレコードの走破タイムは3分09秒1であり、ニユーフオード（武田文吾騎乗）が第9回にマークした3分13秒3を4秒以上上回る、驚異的なレコードタイムであった。